# Upper Brulé
Upper Brulé (Kheyatawichasha), jedna od dviju glavnih skupina Brulé Indijanaca, ogranka Teton Sijuksa (Lakota), koji su nekada živjeli na granici Nebraske i Dakkota. Pod imenom Upper Upper Brulé smejšteni su na rezervat Rosebud, gdje su njihove dvije bande Loafer ili Waglughe i Wazhazha imale 6.918 duša.
Ostali nazivi za njih su Highland Brulé, Highland Sicangu, Qeyata-witcaca, Northern Brulé